# Joan Allen
Joan Allen, född 20 augusti 1956 i Rochelle, Illinois, är en amerikansk skådespelare. 
Hon var gift med Peter Friedman mellan 1990 och 2002. Tillsammans med honom har hon en dotter, Sadie.

## Filmografi, i urval
- 1986 – Manhunter
- 1986 – Peggy Sue gifte sig
- 1988 – Tucker - en man och hans dröm
- 1993 – Oskyldiga drag
- 1993 – Ethan Frome
- 1993 – Josh and S.A.M.
- 1995 – Mad Love
- 1995 – Nixon
- 1996 – The Crucible
- 1997 – The Ice Storm
- 1997 – Face/Off
- 1998 – Välkommen till Pleasantville
- 2000 – When the Sky Falls
- 2001 – Avalons dimmor (TV-film)
- 2004 – Dagboken - Jag sökte dig och fann mitt hjärta
- 2004 – The Bourne Supremacy
- 2005 – The Upside of Anger
- 2006 – Bonneville
- 2007 – The Bourne Ultimatum
- 2008 – Death Race
- 2009 – Hachiko - En vän för livet
- 2009 – Georgia O'Keeffe (TV-film)
- 2010 – Good Sharma
- 2011 – The Elder Scrolls V: Skyrim (röst i dataspel)
- 2012 – The Bourne Legacy
- 2015 – Room
- 2025 – Zero Day (TV-serie)